# サロメ (戯曲)
『サロメ』（Salomé）は、オスカー・ワイルドの戯曲。新約聖書を元にした内容。1891年にフランス語で書かれ、1893年にパリで出版された。1894年に出版された英訳版ではオーブリー・ビアズリーの挿画が使用されている。英訳したのはワイルドの同性の恋人だったアルフレッド・ダグラスであるが、出来が悪く、ワイルド本人が翻訳を修正している。内容の背徳性から禁止令が出て、イギリスでは1931年まで上演できなかった。
女優サラ・ベルナールのために書かれたと噂されるが、ワイルド自身はこれを否定している。
日本で最初にこの戯曲でサロメ役を演じたのは松井須磨子である。1913年（大正2年）12月、島村抱月の芸術座による帝国劇場での上演だった。1960年（昭和35年）4月と、1971年（昭和46年）2月には、三島由紀夫の演出（1971年 は三島の死により和久田誠男の演出補）で上演されている。

## あらすじ
ユダヤの王エロドは、自分の兄である前王を殺し妃を奪い今の座に就いた。妃の娘である王女サロメに魅せられて、いやらしい目を彼女に向ける。その視線に堪えられなくなったサロメは、宴の席をはずれて、預言者ヨカナーン（洗礼者ヨハネ）が閉じ込められている井戸に向かう。預言者は不吉な言葉を喚き散らして、妃から嫌がられている。預言者との接触は王により禁じられているのだが、サロメは色仕掛けで見張り番であるシリアの青年に禁を破らせて、預言者を見てしまう。そして彼に恋をするのだが、預言者のほうは彼女の忌まわしい生い立ちをなじるばかりである。愛を拒まれたサロメはヨカナーンに口づけすると誓う。
エロドはサロメにしつこくダンスをしろと要求し、何でも好きなものをほうびにとらせると約束する。サロメはこれに応じて7つのヴェールの踊りを踊り、返礼としてエロドにヨカナーンの首を所望する。預言者の力を恐れて断るエロドだが、サロメは聞き入れない。あきらめたエロドはヨカナーンの首をサロメにとらせる。銀の皿にのって運ばれてきたヨカナーンの唇にサロメが口づけし、恋を語る。これを見たエロドはサロメを殺させる。

## 日本語訳
『サロメ』を初めて日本語に翻訳したのは森鷗外で、以後21世紀に至るまで日夏耿之介や佐々木直次郎、楠山正雄や若月紫蘭、そして内藤濯ら多くの翻訳者により日本語訳が出版された。
昭和期の福田恆存訳（岩波文庫）、西村孝次訳（新潮文庫）は長年重版。
新訳版は平野啓一郎訳（光文社古典新訳文庫）、河合祥一郎訳（角川文庫）
日夏耿之介訳は「院曲サロメ」で新版刊行。
- 福田恆存 訳『サロメ』岩波書店〈岩波文庫〉、改版2000年。
- 西村孝次 訳『サロメ・ウィンダミア卿夫人の扇』新潮社〈新潮文庫〉、改版2005年。
- 平野啓一郎 訳『サロメ』光文社〈光文社古典新訳文庫〉、2012年。
- 河合祥一郎 訳『新訳 サロメ』角川書店〈角川文庫〉、2024年。
- 日夏耿之介 訳『院曲 サロメ』沖積舎、2004年。
  - 旧訳版の題名は『院曲撒羅米』（初刊：蘭台山房、1938年／東出版、1977年)

## 参考書籍
- 井村君江『「サロメ」の変容』（新書館、1990年）

『サロメ』がどのように受容されてきたかを分析した。三島由紀夫が岸田今日子を主演に演出したときのことが、書かれている。当時の関係者（三島、岸田を含む）の座談会付き。芥川龍之介の未発表原稿に『サロメ』をアレンジした作品があった事も記す。
- 井村君江『サロメ図像学』（あんず堂、2003年）

続編でモローやクリムト他250点余の図像を読み解いた。
- 工藤庸子 訳『サロメ誕生　フローベール／ワイルド』新書館、2001年。

オリエンタリズムの見地からの詳細な作品論と、『サロメ』およびフローベール『ヘロディア』訳を収録。

## 日本での上演
- 芸術座公演
  - 1913年（大正2年）12月 帝国劇場
  - 演出：島村抱月
  - 出演：松井須磨子
- 文学座第81回公演
  - 1960年（昭和35年）4月5日-16日 東京・東横ホール
4月25日 名古屋・愛知県文化会館、4月26日-28日、大阪・毎日ホール、4月29日 京都・弥栄会館、5月11日 静岡・静岡市公会堂
  - 翻訳：日夏耿之介。演出：三島由紀夫。装置：藤野一友。照明：浅沼貢。音楽：黛敏郎。振付：県洋二。効果：吉田美能留。衣裳：南コハク。舞台監督：木村光一。公演責任者：松浦竹夫
  - 出演：岸田今日子、仲谷昇、中村伸郎、文野朋子、笈田直彦、ほか
- 劇団浪曼劇場第7回公演「三島由紀夫追悼公演」
  - 1971年（昭和46年）2月15日-24日 東京・紀伊国屋ホール
3月1日 名古屋・名鉄ホール、3月2日 大阪・毎日ホール、3月3日 京都・京都会館第2ホール
  - 翻訳：日夏耿之介。演出・装置：三島由紀夫。演出補：和久田誠男。照明：穴沢喜美男。衣裳：渡辺正也。振付：吉村雄輝。効果：吉田美能留。舞台監督：田中基。制作：宮前日出夫。公演責任者：松浦竹夫
  - 出演：森秋子、内田勝正、勝部演之、南美江、松川勉、ほか

- 西武劇場　ロックオペラ『サロメ』
  - 1978年6月11日-7月5日
  - 演出　つかこうへい
  - 脚本：阿木燿子/美術監督：石岡瑛子/音楽監督：酒井正利/音楽：三枝成章/挿入曲：井上陽水・宇崎竜童/作詩：橋本　淳・阿木燿子/衣装：毛利臣男/ヘアー・メイク：川辺サチコ/照明：服部　基/音響：吉田　宣・山本能久/振付：芙二三枝子・一の宮はじめ/舞台監督：赤坂　久/企画制作：パルコ/後援：CBSソニー・ニッポン放送
  - 出演：水野さつ子(蜷川有紀)/加藤かずこ(かとうかずこ)/菅野園子/井上加奈子/田辺さつき/西岡徳美/ 松田利也子/熊谷真実/市ノ瀬妙子/加藤健一/重松　収/長谷川康夫/ 佐藤政洋/石丸謙二郎、酒井元礼/赤丸正幸/知念正文/河井雅代/町田義人/他
- 新国立劇場・公演(2012年6月1日)　
  - 平野啓一郎・訳、宮本亜門・演出、多部未華子・主演 [4]

## 映画
- 『ケン・ラッセルのサロメ』(1988年、イギリス作品)
  - 監督：ケン・ラッセル
  - 出演：グレンダ・ジャクソン

※『サロメ』は劇中劇となっていて、外枠として戯曲の作者オスカー・ワイルドのエピソードが語られる。
- 俳優のアル・パチーノが、本作品を題材にしたドキュメンタリー映画『ワイルド・サロメ』を監督したことがある[5]。ジェシカ・チャステイン主演[6]。